# Holstein-Glückstadt
Le Holstein-Glückstadt ou Schleswig-Holstein-Glückstadt est le nom historiographique, ainsi que le nom abrégé contemporain, des parties des duchés de Schleswig et Holstein qui étaient gouvernées par les rois du Danemark dans leur fonction de ducs de Schleswig et Holstein, ainsi également connu sous le nom de Royal Schleswig-Holstein. D'autres parties des duchés étaient gouvernées par les ducs de Schleswig-Holstein-Gottorp. 
Les territoires de Holstein-Glückstadt sont situés au Danemark et en Allemagne actuels. Le principal centre administratif était Segeberg et, à partir de 1648, Glückstadt (fondée en 1617) sur l'Elbe.

## Histoire
Après la mort de Frédéric Ier du Danemark - qui était également duc de Schleswig et Holstein - ses trois fils se partagent les duchés en 1544, chacun des trois frères recevant une partie des deux duchés :
- Le duché de Schleswig-Holstein à Segeberg, détenu par le roi Christian III du Danemark et ses successeurs, identique aux rois du Danemark. À partir de 1648, les parties royales du Schleswig et du Holstein sont administrées à partir de Glückstadt, connue sous le nom de duché de Schleswig-Holstein-Glückstadt. Avant 1773, son territoire du Holstein se composait des ämters suivants : Rendsburg, Dithmarschen du Sud, Steinburg, Segeberg et Plön.
- Le duché de Schleswig-Holstein à Haderslev, détenu par le duc Hans l'Ancien. Après sa mort en 1580, ses territoires sont partagés entre ses frères.
- Le duché de Schleswig-Holstein à Gottorp, détenu par le duc Adolphe et ses successeurs.

En outre, des parties importantes du Holstein sont administrées conjointement par les ducs de Holstein-Glückstadt et les ducs de Holstein-Gottorp, principalement sur la côte de la mer Baltique.
En 1640, le comté de Holstein-Pinneberg (en), dont la maison dirigeante est éteinte, fusionne avec la partie royale du duché de Holstein.
En 1713, les domaines des ducs de Schleswig-Holstein-Gottorp dans le Schleswig, y compris le château de Gottorf, sont conquis par les troupes royales danoises au cours de la Grande guerre du Nord et dans le traité de Frederiksborg de 1720, le duc Charles-Frédéric de Schleswig-Holstein-Gottorp doit les céder en hommage à la couronne danoise. Ses territoires restants dans le Holstein forment le duché de Holstein-Gottorp administré depuis Kiel. En 1773, le petit-fils de Charles Frédéric, Paul, empereur de Russie, cède finalement ses parts de Holstein au roi du Danemark, en sa qualité de duc de Holstein, en échange du comté d'Oldenbourg et le Holstein est réuni en un seul État.

## Liste des titulaires d'états dans le Schleswig-Holstein-Glückstadt
Le roi danois, en sa qualité de duc de Holstein et de duc de Schleswig, nomme des stathouders (allemand : Statthalter ; latin : produx) pour le représenter dans les duchés. Les titulaires d'état remplissent les tâches liées au pouvoir ducal en tant que seigneurs patrimoniaux dans les parts royales du Holstein et du Schleswig, ainsi que la part royale dans le gouvernement condominial avec les maisons de Gottorp et Haderslev (cette dernière éteinte en 1580) pour tous les duchés du Holstein (jusqu'à la retraite de Gottorp en 1773) et du Schleswig (jusqu'à la déposition de Gottorp du duché en 1720).
- 1545-1550 : Johann Rantzau
- 1550-1556 : comte Bertram von Ahlefeldt
- 1556-1598 : Heinrich Rantzau
- 1598-1600 : poste vacant ?
- 1600-1627 : Geerd Rantzau (1558-1627)[4]
- 1627-1647 : poste vacant[4]
- 1647-1648 : Prince Frédéric de Danemark[4]
- 1648-1663 : Christian de Rantzau
- 1663-1685 : Friedrich von Ahlefeldt , comte de Langeland (1623-1686), vice-titulaire depuis 1660
- 1685-1697 : Detlev de Rantzau (1644-1697)
- 1697-1708 : Friedrich von Ahlefeldt , comte de Langeland (1662-1708), vice-titulaire depuis 1686
- 1708-1722 : Carl von Ahlefeldt (en), comte de Langeland (1708-1722)
- 1722-1730 : ?
- 1730-1731 : margrave Charles Auguste de Brandebourg-Kulmbach (1663-1731), oncle du prochain
- 1731-1762 : margrave Frédéric-Ernest de Brandebourg-Culmbach (1703-1762), beau-frère du roi Christian VI
- 1762-1768 : comte Friedrich Ludwig von Ahlefeldt-Dehn (1697-1771)
- 1768-1773 : prince Charles de Hesse-Cassel